# Удгода
Удгода — река в России, протекает большей частью в Буйском районе Костромской области, устье находится на границе с Любимским районом Ярославской области — в 88 км по правому берегу реки Кострома от её устья. Длина реки составляет 25 км, площадь бассейна — 74,2 км².
Высота истока — 170,2 м над уровнем моря.
Крупнейшие притоки: Великуша (справа) и Чернушка (слева).
Сельские населённые пункты около реки: Буйский район — Гагарино, Ноздрино, Ивонино, Вертуново, Золотунино, Казариново, Липятино, Вахрушево, Дор, Горлово, Алешково, Соколово, Высоково, Лобановка, Малавино; Любимский район — Красный Слон.
Пересекает железную дорогу Данилов — Буй.

## Данные водного реестра
Код объекта в государственном водном реестре — 08010300112110000012625.